# Matthew Dayes
Matthew Dayes (Fort Lauderdale, 3 settembre 1994) è un giocatore di football americano statunitense che milita nel ruolo di running back per i Cleveland Browns della National Football League (NFL).

## Carriera

### Cleveland Browns
Dayes al college giocò a football con all'Università statale della Carolina del Nord dal 2013 al 2016. Fu scelto nel corso del settimo giro (252º assoluto) del Draft NFL 2017 dai Cleveland Browns. Malgrado l'alta scelta nel draft riuscì a entrare nel roster dei 53 uomini per l'inizio della stagione regolare. Debuttò come professionista subentrando nella gara del primo turno persa contro i Pittsburgh Steelers correndo 3 volte per 7 yard. La sua stagione da rookie si concluse disputando tutte le 16 partite giocando principalmente come kick returner, ruolo in cui guadagnò 437 yard.